# Byrsonima altissima
 (septembre 2024).
La mise en forme du texte ne suit pas les recommandations de Wikipédia : il faut le « wikifier ».
Les points d'amélioration suivants sont les cas les plus fréquents :
- Les titres sont pré-formatés par le logiciel. Ils ne sont ni en capitales, ni en gras.
- Le texte ne doit pas être écrit en capitales (les noms de famille non plus), ni en gras, ni en italique, ni en « petit »…
- Le gras n'est utilisé que pour surligner le titre de l'article dans l'introduction, une seule fois.
- L'italique est rarement utilisé : mots en langue étrangère, titres d'œuvres, noms de bateaux, etc.
- Les citations ne sont pas en italique mais en corps de texte normal. Elles sont entourées par des guillemets français : « et ».
- Les listes à puces sont à éviter, des paragraphes rédigés étant largement préférés. Les tableaux sont à réserver à la présentation de données structurées (résultats, etc.).
- Les appels de note de bas de page (petits chiffres en exposant, introduits par l'outil «  Source ») sont à placer entre la fin de phrase et le point final[comme ça].
- Les liens internes (vers d'autres articles de Wikipédia) sont à choisir avec parcimonie. Créez des liens vers des articles approfondissant le sujet. Les termes génériques sans rapport avec le sujet sont à éviter, ainsi que les répétitions de liens vers un même terme.
- Les liens externes sont à placer uniquement dans une section « Liens externes », à la fin de l'article. Ces liens sont à choisir avec parcimonie suivant les règles définies. Si un lien sert de source à l'article, son insertion dans le texte est à faire par les notes de bas de page.
- La présentation des références doit suivre les conventions bibliographiques. Il est recommandé d'utiliser les modèles {{Ouvrage}}, {{Chapitre}}, {{Article}}, {{Lien web}} et/ou {{Bibliographie}}. Le mode d'édition visuel peut mettre en forme automatiquement les références.
- Insérer une infobox (cadre d'informations à droite) n'est pas obligatoire pour parachever la mise en page.

Pour une aide détaillée, merci de consulter Aide:Wikification.
Si vous pensez que ces points ont été résolus, vous pouvez retirer ce bandeau et améliorer la mise en forme d'un autre article.
Espèce
Classification APG II (2003)
Synonymes
Selon GBIF (30 septembre 2024)
- Byrsonima altissima var. altissima DC., 1824
- Byrsonima altissima var. occidentalis Nied.
- Byrsonima altissima var. orientalis Nied.
- Byrsonima aubletii Kosterm.
- Byrsonima discolor Pilg.
- Malpighia altissima  Aubl. - Basionyme

Selon Tropicos (30 septembre 2024)
- Byrsonima aubletii Kosterm.
- Byrsonima discolor Pilg.
- Malpighia altissima Aubl.

Byrsonima altissima est une espèce de plantes à fleurs de la famille des Malpighiaceae.

## Description
Byrsonima altissima est un grand arbre.
En 1952, Lemée propose la description suivante de Byrsonima altissima :

« B. altissima Dec. (Malpighia a, Aubl. I, 455). Grand arbre ; feuilles longuement pétiolées, ovales-oblongues aiguës rigides entières vertes et poilues en dessus, tomenteuses-roussâtres en dessous, bullées, côté et nervures primaires (8-15 paires) un peu saillantes en dessus, plus saillantes en dessous, stipules par 2, opposées, roussâtres ; inflorescences terminales en grappes oblongues, bractées très courtes ovales étalées, fleurs blanches solitaires, alternes, pédoncules bibractéolés à la base ; baie globuleuse d'un rouge pâle à 1 loge et 3 graines anguleuses, - Sinnamary. »

— Albert Lemée, 1952.

## Répartition
Byrsonima altissima est endémique du Guyana, de Guyane, et du Brésil (Amapá, Pará).

## Protologue
En 1775, le botaniste Aublet a décrit Byrsonima altissima et en a proposé le protologue suivant : 

« MALPIGHIA (altiſſima) foliis ovato-oblongis, ſubtus tomentoſis, floribus albis, ſpicatis. (Tabula 181.)
Arbor trunco ſexaginta & octoginta-pedali, ad ſummitatem ramoſiſſimo ; ramis hinc & indè ſparſis ; ramulis folioſis. Folia oppoſita, ovato-oblonga, acuta, rigida, integerrima, longe petiolata ſupernè viridia, pilis utrinquè acutis, declinatis, conſperſa, infernè tomentoſa, rufeſcentia. Stipule binæ, breves, oppoſitæ, rufeſcentes, ad baſim ſinguli petioli. Flores terminales, alterni, ſolitarii, in ſpicam oblongam diſpoſiti : pedunculus riorum ad baſim duabus squamulis munitur. Corolla alba. Fructus, bacca globoſa, pallidè rubens, unilocularis. Semina tria, angulata, extus convexa, rugoſa.
Florebat, fructumque ferebat Novembri.
Habitat in ſylvis Sinémarienſibus.
Nomen Caribæum MOUREILA. 

MALPIGHIA Moureiller. (PLANCHE 181.)
Le tronc de cet arbre s'élève a ſoixante & quatrevingt pieds ; ſur près de trois pieds de diamètre. Son écorce eſt épaiſſe, rouſſâtre, ridée & gerſée; ſon bois eſt rougeâtre, dur & compacte. Il pouſſe à ſon ſommet de groſſes branches, les unes droites, & les autres preſque horiſontales, qui ſe répandent en tous ſens ; elles ſont chargées de rameaux garnis de feuilles oppoſées, peu éloignées les unes des autres.
Les feuilles ſont fermes, entières, ovales, vertes en deſſus, & couvertes de très petits poils, en forme d'aiguilles couchées & aiguës par les deux bouts. Ces aiguilles ſont arrêtées ſur la ſurface de la feuille par leur partie moyenne, & à meſure que la feuille s'étend, ces aiguilles ſont écartées les unes des autres ; il en tombe un grand nombre. Elles ſont couvertes en deſſous d'un duvet ras & rouſſâtre, Le pédicule des feuilles eſt long d'un pouce, convexe en deſſous, creuſé en gouttiere en deſſus, renflé à ſa naiſſance, & accompagne de deux petites stipules oppoſées, velues & rouſſâtres. Les plus grandes feuilles ont cinq polices & demi de longueur, ſur deux & demi de largeur.
Les fleurs naiſſent en épis à l'extrémité des rameaux, ſur un pédoncule commun qui eſt velu & rouſſâtre. Le pédoncule particulier de chaque fleur l'eſt auſſi ; à ſa baſe ſe trouvent deux petites écailles.
Le calice eſt d'une ſeule pièce, diviſé profondément en cinq parties droites & aiguës ; chacune de ces parties eſt extérieurement garnie depuis ſa baſe juſques vers ſon milieu, de deux corps oblongs, charnus & verdâtres.
La corolle eſt à cinq pétales blancs, de grandeur inégale, arrondis, concaves & franges à leur bord. Ils ſont attachés par un onglet long, étroit, entre les diviſions du calice, à un pivot qui porte les étamines & le piſtil. 
Les étamines ſont au nombre de dix, placées au deſſus de l'inſertion des pétales. Leur filet eſt rouge. L'anthère eſt longue, jaune & à deux bourſes. 
Le piſtil eſt un ovaire à trois angles, ſurmonté de trois styles terminés par un stigmate obtus. 
L'ovaire devient une baie rougeâtre, peu ſucculente, dans laquelle l'on trouve trois noyaux anguleux, concaves & raboteux a leur face extérieure. Ces noyaux contiennent chacun une amande oblongue & blanche, enveloppée d'une fine membrane blanchâtre. 
Cet arbre eſt nommé MOUREILA par les Galibis. 
Il croît dans les grandes forêts de la Guiane, en approchant la rivière de Sinémari, à trente lieues de ſon embouchure. 
Il étoit en fleur & en fruit dans le mois de Novembre. »

— Fusée-Aublet, 1775.